# KAVA (Mittelwellensender)
Koordinaten: 38° 18′ 56″ N, 104° 37′ 3″ W
| KAVA (Mittelwellensender) |

KAVA oder KAVA-AM (Branding: „Radio Que Bueno“) ist ein US-amerikanischer Hörfunksender aus Pueblo im US-Bundesstaat Colorado. KAVA-AM sendet auf der Mittelwellen-Frequenz 1480 kHz in spanischer Sprache. Das Sendeformat ist auf die hispanische Gesellschaft zugeschnitten. Eigentümer und Betreiber ist die Latino Communications, LLC.